# Bescherelle ta mère
Bescherelle ta mère est un site internet et un compte de réseaux sociaux parodique inspiré du Bescherelle, collection d'ouvrages de grammaire française parus aux éditions Hatier. Son créateur, Sylvain Szewczyk, se définit ironiquement comme un « justicier de l’orthographe ».

## Présentation
Bescherelle ta mère est inspiré du célèbre manuel de la grammaire française. Créé par Sylvain Szewczyk, à l'époque créateur vidéo dans une agence de communication à Lyon, son objectif est de se moquer des sites d'information et grands médias pour leur signaler leurs fautes de français à l'aide d'un « ton corrosif et un vocabulaire parfois exclu du dictionnaire de l'Académie française » mais tout en restant humoristique.

## Histoire
Le compte Bescherelle ta mère est ouvert le 28 février 2014 sur les réseaux sociaux. En deux semaines, le compte Twitter totalise 11 500 abonnés, auxquels viennent s’ajouter 6 600 fans sur Facebook. 
L'initiative est au départ critiquée par les éditions Hatier, qui avaient déposé une plainte : la société ne voulait pas être associée à des propos injurieux alors qu'elle allait lancer son compte officiel. Finalement, le jeune homme a rassuré l'éditeur, en s'engageant à préciser qu'il ne s'agit pas du compte officiel et à s'exprimer moins vulgairement.
En mai 2014, le créateur du site décroche un travail en tant que Community Manager dans l'agence de publicité numérique Marcel à Paris. 
En octobre 2014, la page Facebook Bescherelle ta mère compte 226 000 fans et 59 000 abonnés suivent le compte Twitter. Le site internet Bescherelletamere.fr enregistre un million de pages vues par mois.
Son auteur a remporté le Golden Blog Awards du meilleur espoir en 2014.
En novembre 2014, un projet de financement participatif est lancé pour la déclinaison vidéo de "Bescherelle ta mère" : BTMTV.